# Mille Lacs Lake

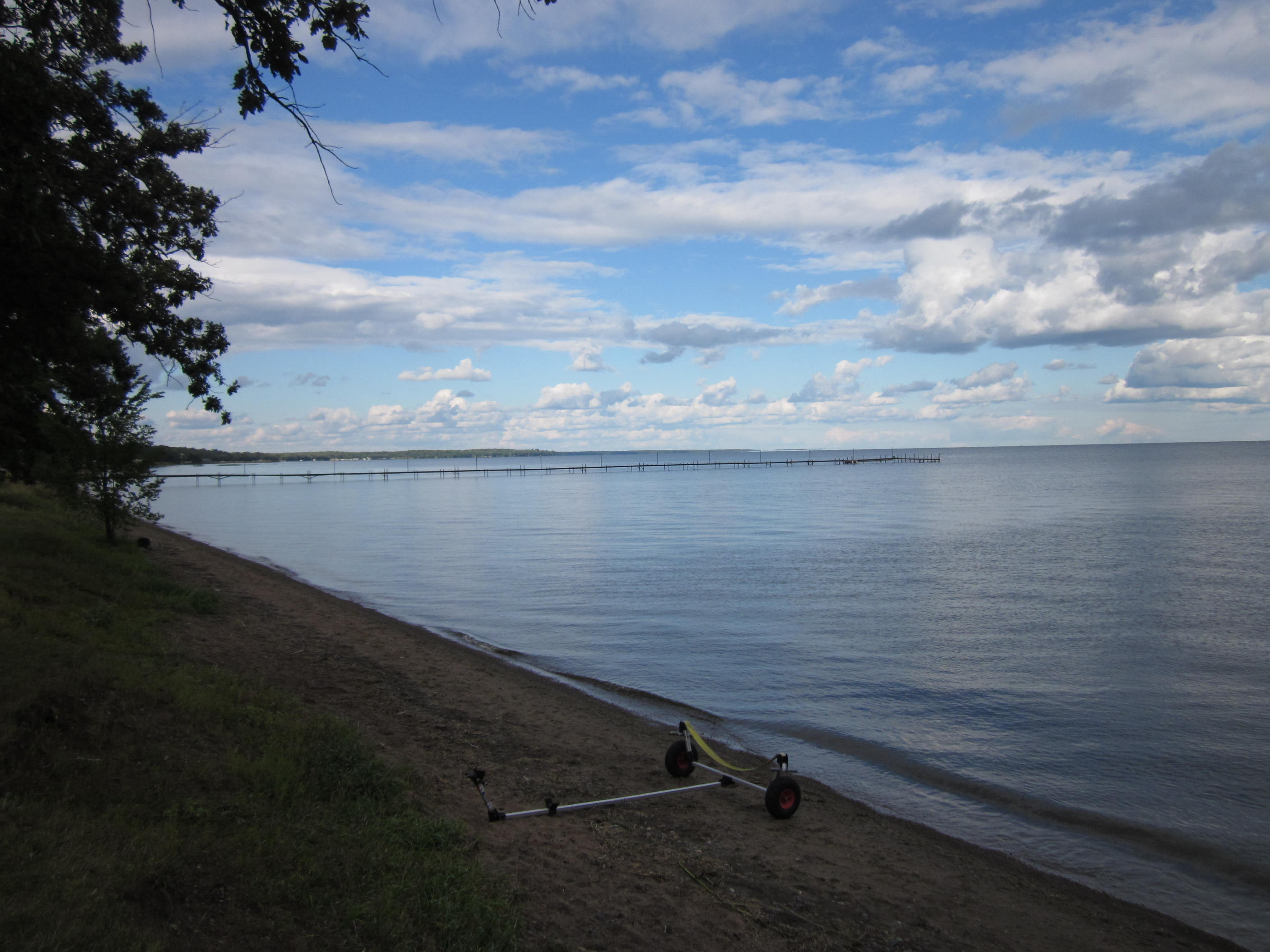
Mille Lacs Lake

Mille Lacs Lake eller Lake Mille Lacs, är den näst största sjön i delstaten Minnesota i USA. Sjön avvattnas av Rum River som utmynnar i Mississippifloden.
Arkeologiska fynd visar att området kring sjön uppodlats redan i förhistorisk tid och från 1680 finns skriftliga uppgifter i franska källor om att Santeesiouxerna då bodde vid sjön Mille Lac samt i området mellan den och Lake Superior. Sjöns tidigaste kända namn är det dakotaspråkiga M'de Wakan ("helig sjö").